# ملی کندی
ملی کندی یک روستا در ایران است که در دهستان قشلاق جنوبی واقع شده‌است. ملی کندی ۹۸ نفر جمعیت دارد.